# Burra (Australie-Méridionale)
Pour les articles homonymes, voir Burra.
Burra (978 habitants) est un village à 156 km au nord d'Adélaïde en Australie-Méridionale sur la Barrier Highway.

## Description
Burra est un village d'élevage et un centre historique et touristique dans la région du Mid North. Il se trouve à l'est de la Clare Valley dans la chaîne des Bald Hills, une partie du nord de la chaîne du Mont-Lofty et sur la Burra Creek. La ville a commencé comme simple poste minier connu sous l'appellation « La Burra ». Les mines ont fourni 89 % de la production de cuivre d'Australie-Méridionale et 5 % de la production mondiale de cuivre pendant 15 ans qui ont permis (avec les mines à Kapunda) de sauver l'économie de la nouvelle colonie. Le cuivre a été découvert en 1845 et la mine a commencé son exploitation en 1848. Les mineurs qui ont immigré vers Burra venaient essentiellement de Cornouaille, du pays de Galles, d'Écosse et d'Allemagne. La mine a fermé en 1877 puis a ouvert de nouveau brièvement au début du XXe siècle et une dernière fois de 1970-1981.
Quand la mine a été épuisée, la population diminué de manière spectaculaire et aujourd'hui, la ville n'est plus qu'un village l'une des villes les mieux préservées de l'époque victorienne en Australie.

## Galerie

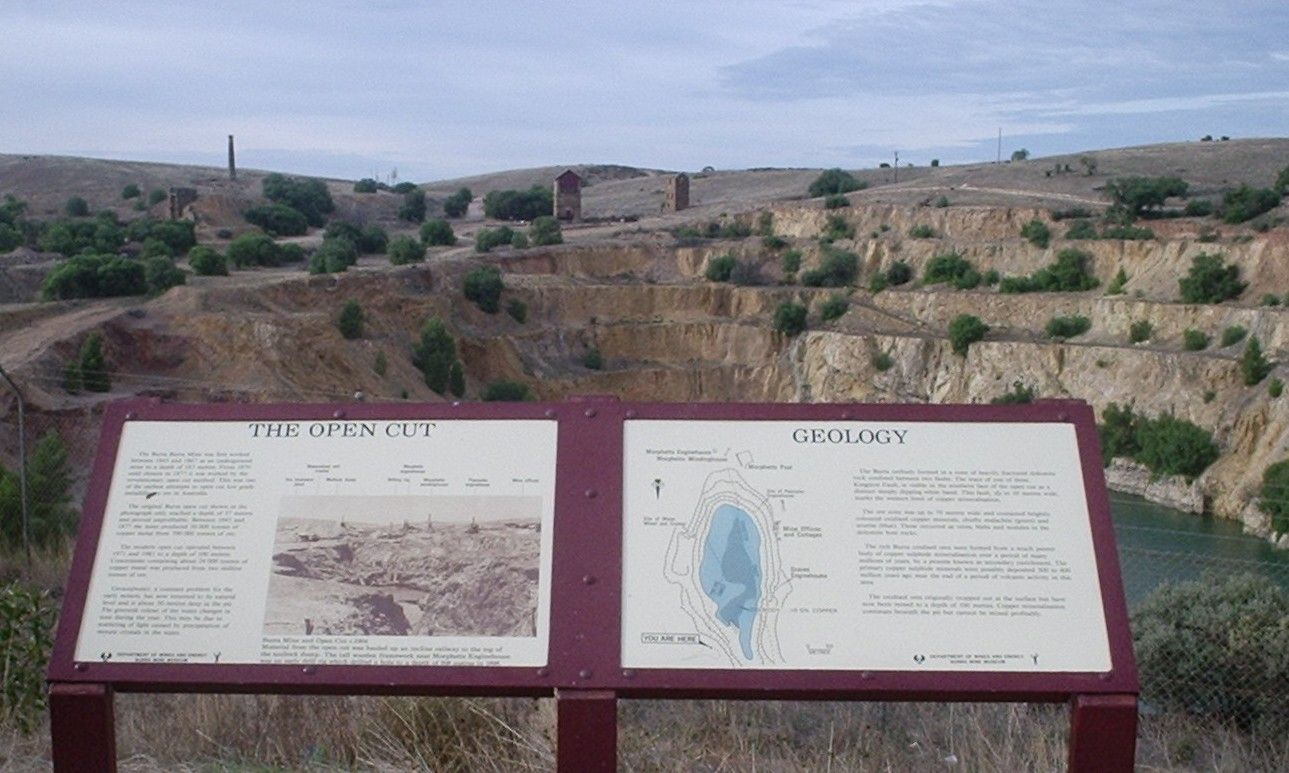
La mine
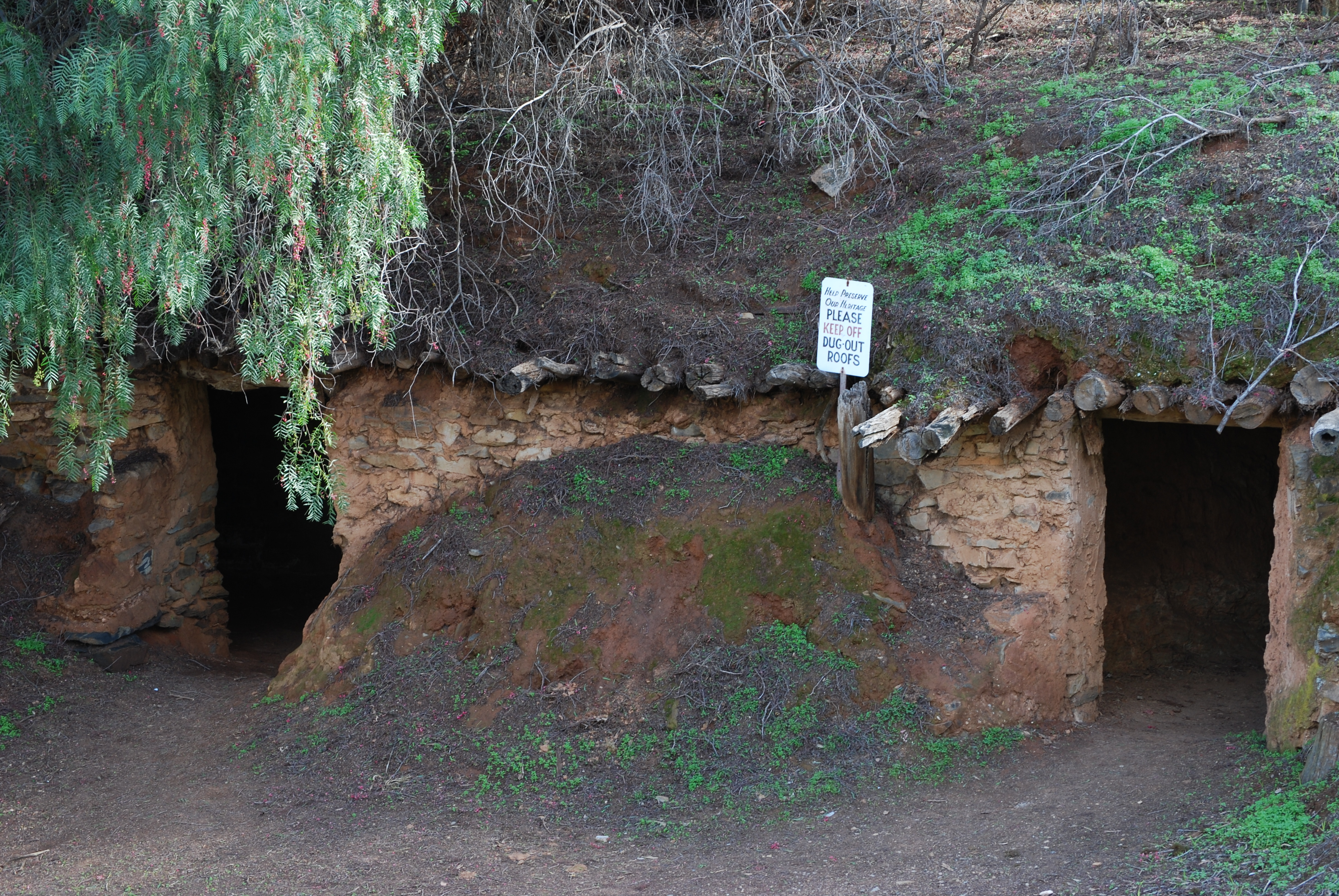
maison de mineur
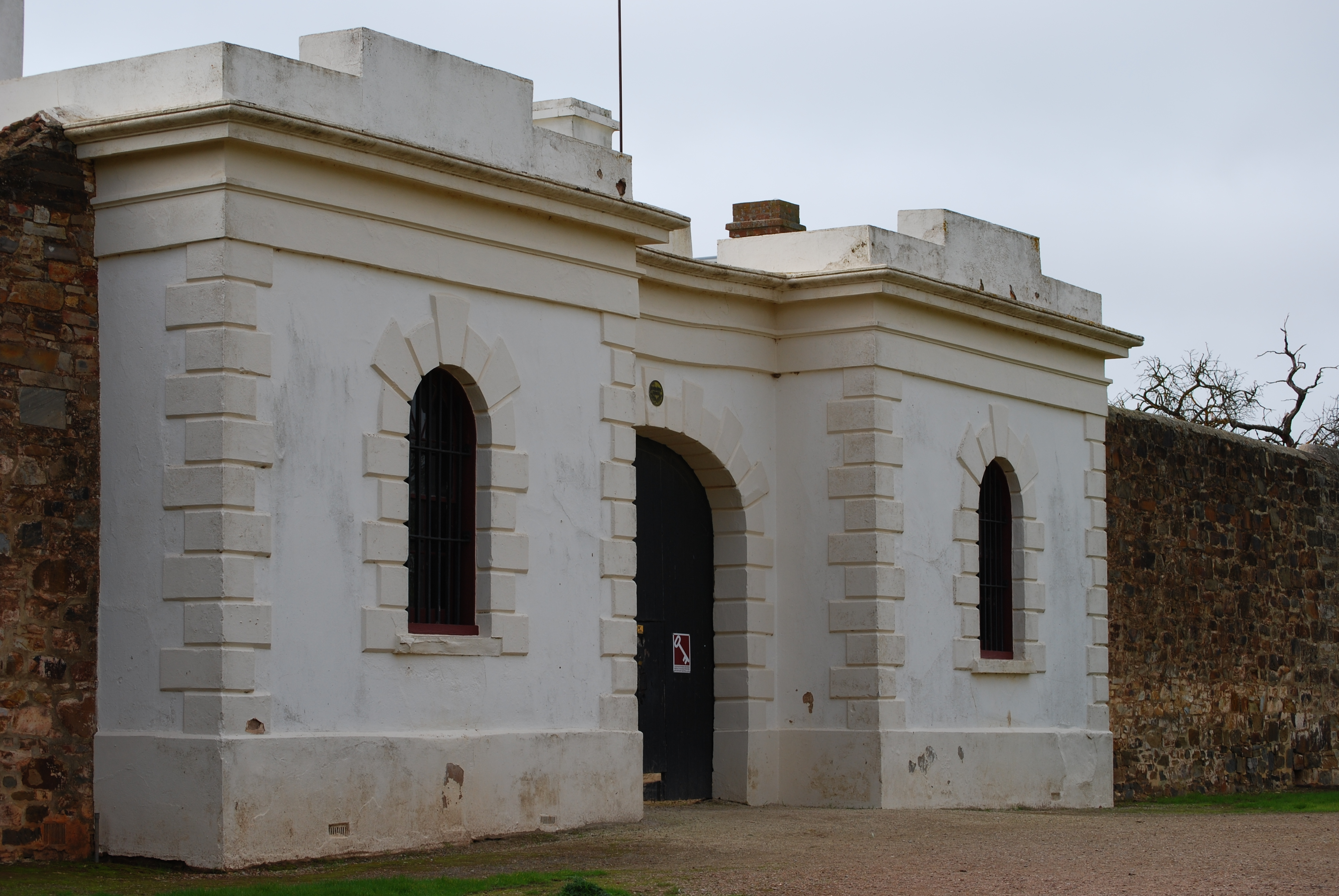
La prison